# La donna abitata
(Isabel Allende)
La donna abitata è un romanzo scritto da Gioconda Belli nel 1988 e pubblicato in Italia nel 1995.
Il romanzo è stato tradotto e pubblicato in tutto il mondo, solo in Germania ha venduto oltre 600 000 copie.

## Trama
Lavinia è una giovane donna nicaraguense, che ha studiato in Europa (a Bologna) e lavora come architetto presso un prestigioso studio della città di Faguas.
Lavinia si considera una donna emancipata, che ha rotto con i rigidi e ipocriti schemi della società in cui vive ed ha deciso di abitare sola, pur non essendo sposata, con la sola compagnìa dell'albero di arancio che tiene nel suo giardino.
Quando si rende conto che il suo ribellismo giovanile è solo il capriccio di una ragazza borghese, che non porterà mai ad un reale cambiamento e allo scardinamento della società autoritaria ed ingiusta in cui vive, Lavinia prende la decisione di seguire il suo cuore e di entrare nelle file della guerriglia sandinista.
Nel prendere questa decisione Lavinia taglia sempre più i ponti con il suo passato e con il suo ceto sociale d'appartenenza, osteggiata anche dal suo compagno Felipe (guerrigliero anch'esso), che non riesce a superare i suoi preconcetti maschilisti.
Nel corso del racconto Lavinia è costantemente ispirata da Itzà, guerrigliera nahua vissuta secoli prima, che combatté contro i conquistadores e che ora rivive in e attraverso Lavinia.